# Taniec z szablami
Taniec z szablami (w języku ormiańskim Սուսերով Պար) – taniec pochodzący z finału IV (ostatniego) aktu baletu Gajane Arama Chaczaturiana. Taniec wojenny mężczyzn. Łączy on w sobie wiele figur akrobatycznych z elementami fechtunku. Jest najbardziej znaną kompozycją  Chaczaturiana, także dzięki obecności w kulturze masowej. Często sięga po niego reklama oraz telewizyjne programy rozrywkowe, powstały także liczne przeróbki, między innymi rockowe oraz jazzowe.